# Barrett-Nunatakker
Die Barrett-Nunatakker sind eine Gruppe von Nunatakkern im westantarktischen Ellsworthland. In der Heritage Range des Ellsworthgebirges überragen sie östlich des Dott Ice Rise das Constellation Inlet.
Teilnehmer einer von der University of Minnesota zum Ellsworthgebirge unternommenen Expedition (1962–1963) benannten sie nach dem neuseeländischen Geologen Peter John Barrett (* 1940), der an dieser Forschungsreise beteiligt war.